# 埼玉馬車鉄道
埼玉馬車鉄道（さいたまばしゃてつどう）は明治中期に埼玉県北埼玉郡羽生町（現在の羽生市）周辺の有力者が出資し北埼玉郡新郷村から忍町、同郡忍町から熊谷駅、忍町から同郡吹上町までの三区間に敷設するために創立した馬車鉄道会社。この馬車鉄道会社は協力者と資金が集まらず工事に着手出来ず1891年（明治24年）10月、敷設免許が取り消しとなった。

## 略史
- 1889年（明治22年）10月 - 埼玉馬車鉄道設立。
- 1890年（明治23年）11月 - 特許（敷設免許）が下りる。
- 1891年（明治24年）1月 - 本社事務所を大里郡熊谷町（現在の熊谷市）に置く。この時期に忍町 - 熊谷間の実地測量を開始。
  - 4月 - 敷設工事の認可を受ける。
  - 10月 - 敷設免許取消。